# Switch Metrocity

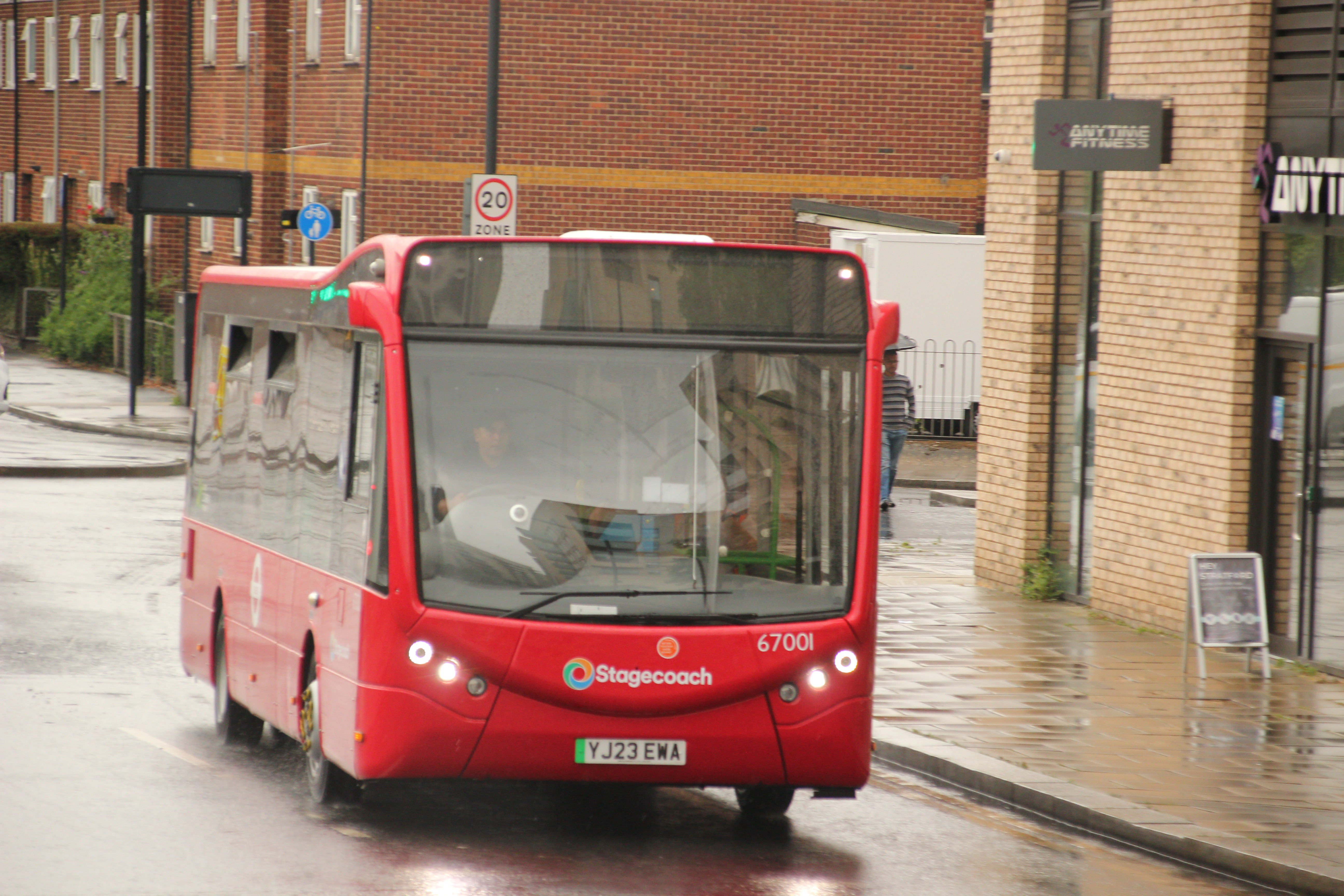
Metrocity EV

Switch Metrocity (ранее Optare MetroCity) — автобус среднего класса, выпускаемый с 2013 года компанией Switch Mobility.

## Описание
Metrocity изначально был адаптирован для эксплуатации в британских условиях. Базовой моделью стала Optare Versa образца 2009 года. По состоянию на август 2018 года, было выпущено более 250 экземпляров.
Первый прототип поступил в Лондон в 5 модификациях: V990MC, V1010MC, V1060MC, V1080MC и V1152MC. С июля 2014 года на базе Switch Metrocity также выпускаются электробусы Metrocity EV с двигателем Magtec мощностью 150 кВт.
С сентября 2023 года выпускаются беспилотные электробусы с системой Fusion Processing CAV.

## Эксплуатация
С апреля 2014 года автобусы Switch Metrocity эксплуатируются в Великобритании, а с сентября 2017 года — в Новой Зеландии.